# 産交バス菊池営業所
産交バス菊池営業所（さんこうバスきくちえいぎょうしょ）は過去に存在した九州産交バスの子会社である産交バスの営業所の一つ。
かつては1984年に本体である九州産業交通から全路線廃止され、すべて廃止代替バスとした上で子会社の産交観光バスに移管したが、2005年4月に子会社再統合によって産交バスの営業所として位置付けられていた。2006年9月30日を以って廃止となった。

## 担当していた路線
主に当営業所を起点として菊池市内のほぼ全域をカバーし、一部は隣接する山鹿市の山鹿産交（山鹿バスセンター）ならびに菊池郡大津町の大津産交間も運行していた。
- 菊池市内の全域と言っても、菊池市近郊（旧七城町や泗水町など）は熊本電鉄バスの管轄エリアのため、これらを除いたやや北部地域（主として水源・立門・龍門地区ならびにその周辺）を運行していた。
- また、熊本市内（熊本交通センター・熊本駅）方面へは熊本電鉄バスが担当しているため、当営業所からは運行していなかった。

## 廃止後の対応
- 一部は近隣の山鹿営業所・大津営業所にそれぞれ移管したほか、元々同地域周辺を運行している熊本電鉄バスにも一部統合。残る路線は全て廃止となり、その代替策として菊池市が地元タクシー業者に運行補助しきくちあいのりタクシーとして運行。現在、当社が運行していた穴川線・立門線・四町分線をはじめ、これまで公共交通手段が無かった山間地域を含む2コース（水源地域線＜立門、水の駅、菊池渓谷、菊池フラワーヒルを含む水源、迫間、河原地域＞・龍門地域線＜龍門、穴川地域＞）のほか、2008年4月から泗水西部地域線、さらに2009年10月から泗水東部地域線を新たに運行している。

※きくちあいのりタクシーは全コース予約制のため、予約が必要である（1名からでも予約可）。
- 当営業所閉鎖後は産交バス大津営業所菊池車庫として現存し、一部車両と乗務員は駐在の上、一部路線は当営業所跡地を発着点とし、現在も山鹿・大津方面行きのバスが停車している（ただしJR九州バスから継承された山鹿線の乗降場所は向かい側の電鉄菊池プラザであり、当停留所には停車しない）。